# استیپلز سنتر

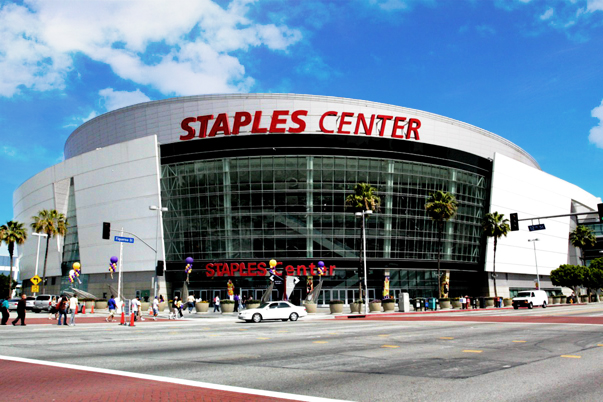
نمایی از بیرون استپلس سنتر

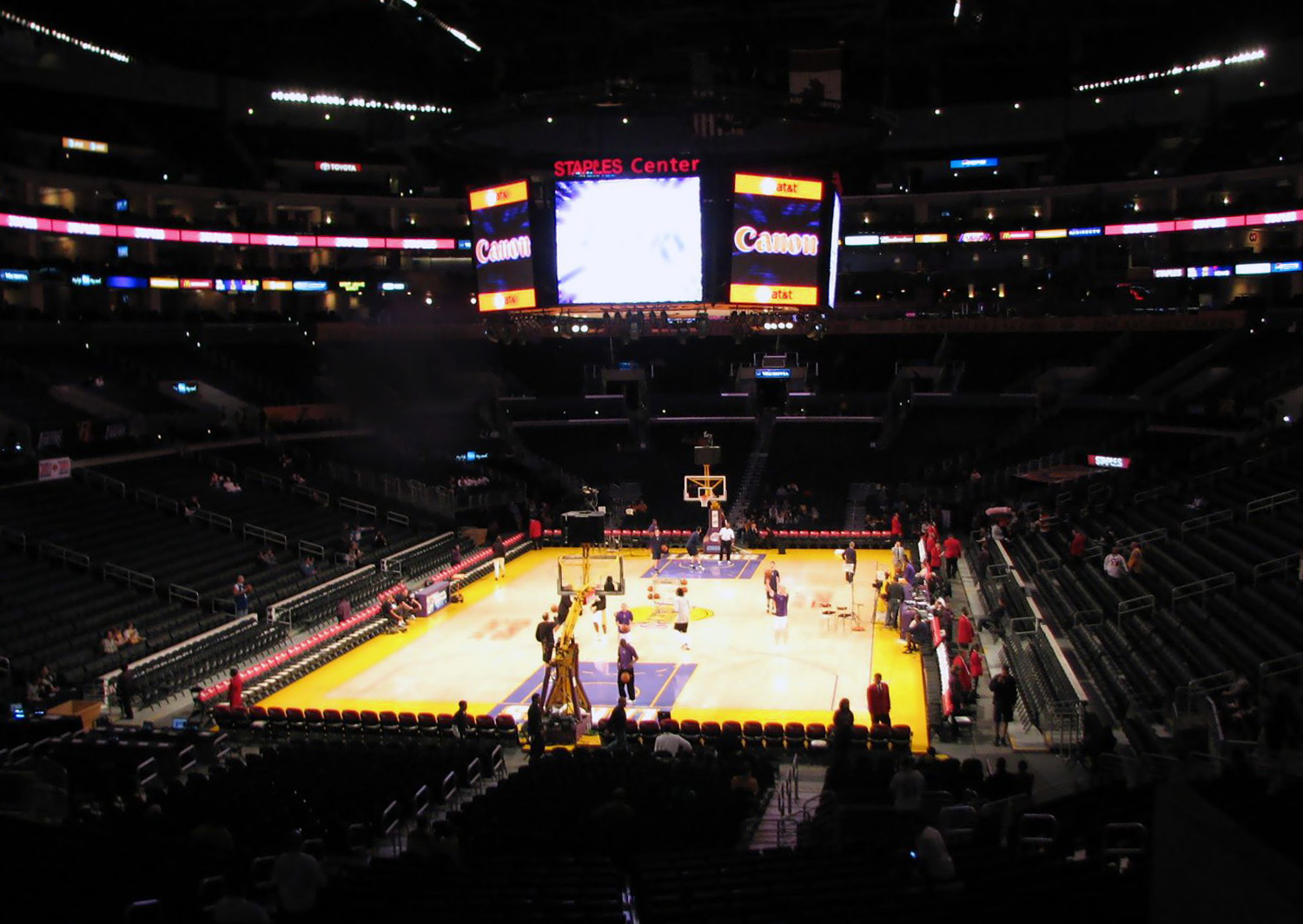
نمایی از درون استپلس سنتر

استپلس سنتر (به انگلیسی: Staples Center) یک ورزشگاه چندمنظوره در شهر لس آنجلس است. این ورزشگاه در ۲۱ اکتبر ۱۹۹۹ با گنجایش ۲۰٬۰۰۰ نفر بازگشایی شد. تیم‌های لس آنجلس لیکرز و لس آنجلس کلیپرز در ان بی ای، لس آنجلس اسپارکز در دبلیو ان بی ای، لس آنجلس کینگز در ان اچ ال بازی‌های خانگی خود را در این ورزشگاه برگزار می‌کنند. در سال ۲۰۲۸ این استادیوم میزبان مسابقات بسکتبال مردان و زنان المپیک است.

## نگارخانه

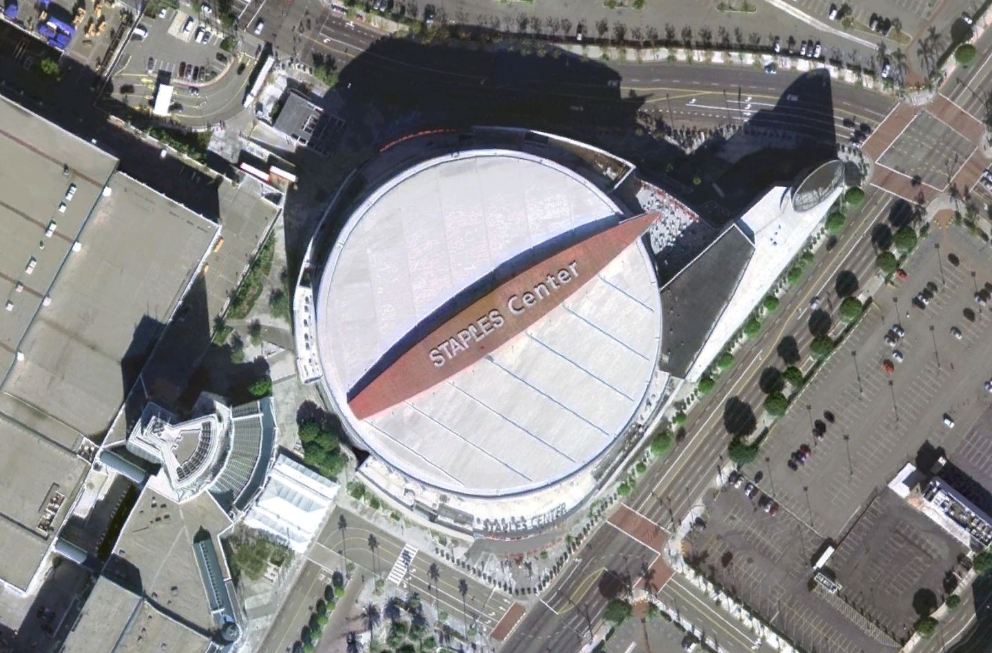
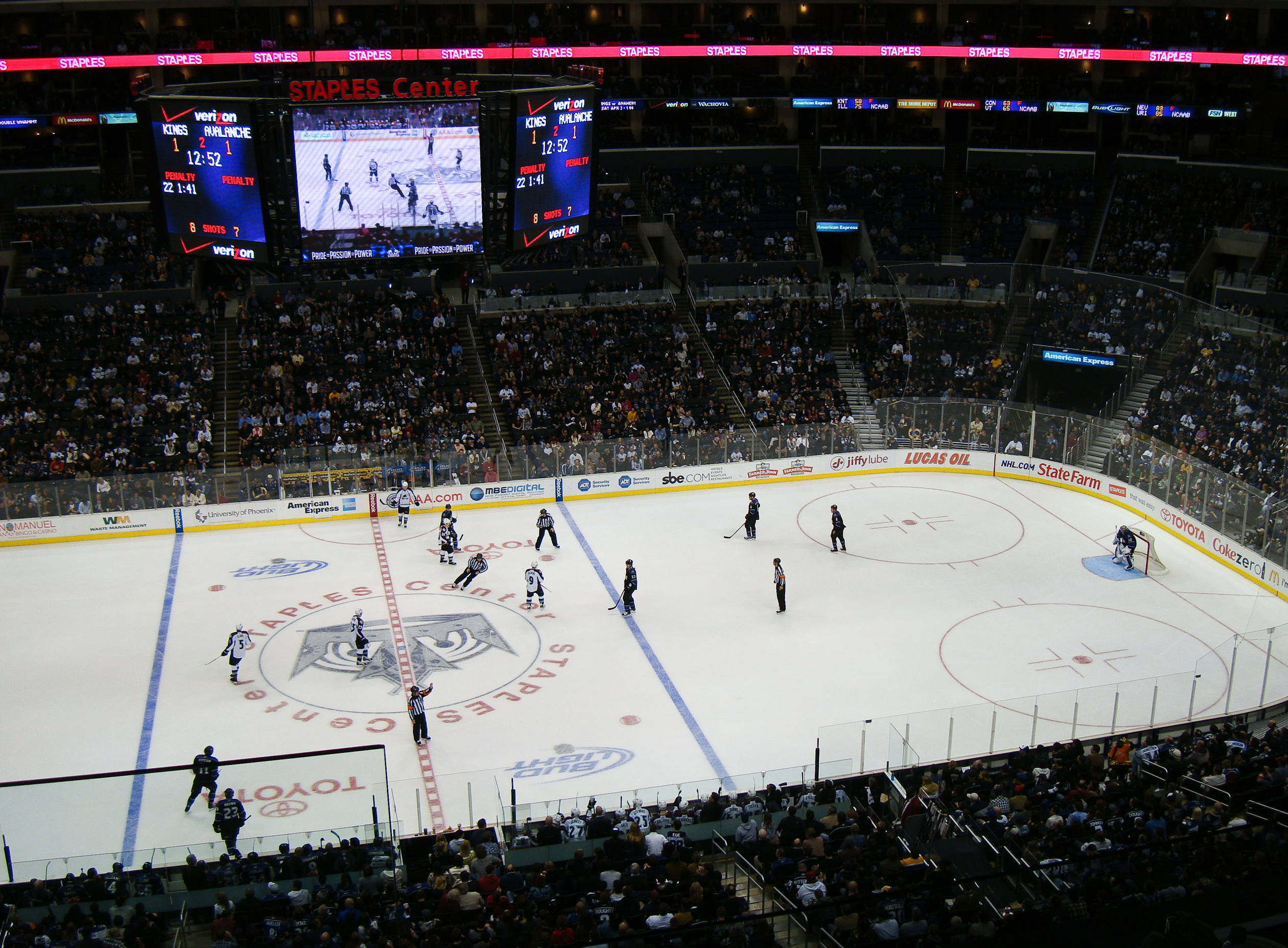
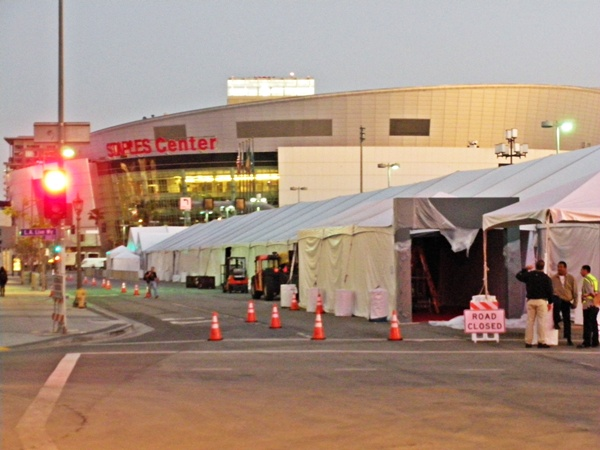